# Инфаркт
Инфаркт представља ограничено подручје некрозе узроковане прекидом дотока артеријске крви у одређено ткиво. Најчешћи узроци овог поремећаја су атеросклероза, тромбоза и емболија крвног суда. Развој инфаркта је сложен и непредвидив процес, a да ли ће доћи до појаве некрозе и колики ће бити њен интензитет зависи од: степена диференцијације ткива, брзине настанка опструкције крвног суда, типа циркулације у погођеном подручју и степена функцијске активности ткива. У факторе ризика спадају и декомпензоване срчане мане, анемије итд.

## Макроскопске карактеристике
Величина инфаркта зависи од величине зачепљеног крвног суда и креће се од неколико милиметара до десетак центиметара (нпр. мозгу и плућима). 
Облик му је различит и зависи од архитектонике артеријске циркулације. На попречном пресеку плућа, бубрегa или слезине има облик купе чија је база окренута ка периферији органа, a врх ка његовој унутрашњости (хилусу). Инфаркт мозга углавном има облик неправилне лопте, у бубрезима може да има и облик трапезоида и делтоидa, инфаркт срчаног мишића је плочастог облика итд.
У односу на околно ткиво, које је добро прокрвљено, некротично подручје је јасно ограничено. Ова граница је углавном праволинијска, док је код инфаркта миокарда назубљена.
Конзистенција инфаркта зависи од типа некрозе и грађе самог органа. Он је у почетку обично чвршћи од околног непромењеног ткива (коагулациони тип некрозе), мада је инфаркт органа са великим садржајем воде и масти од почетка мекане конзистенције (коликвациони тип некрозе).
Што се тиче боје, разликује се: бели инфаркт (код органа са терминалним типом циркулације), црвени инфаркт (код органа са колатералним типом циркулације) и бели инфаркт са црвеним рубом (код срчаног мишића и бубрега).
На макроскопском нивоу не запажају се никакве промене у првих неколико часова од тренутка зачепљења крвног суда. Потом некротично ткиво постаје чвршће и блеђе код анемичног инфаркта, односно црвеније код хеморагичног инфаркта. Након 24 часа почиње размекшање погођеног подручја и оно достиже свој максимум након 3-4 дана. У наредном периоду ткиво поприма црвеносивкасту, a потом сивоцрвенкасту боју, због пролиферације младог гранулационог ткива и његовог постепеног сазревања. Након два месеца настаје тзв. постинфарктни ожиљак, који је сиве боје и чврсте конзистенције. На тај начин је функционални паренхим конкретног органа замењен нефункционалним везивним ткивом.

## Клиничка слика
Клиничка слика зависи од величине инфаркта, његове локализације итд. Код инфаркта виталних органа (мозак и срце), чак и мали инфаркти могу да изазову озбиљне компликације, a понекад чак и изненадну смрт. Код мање виталних органа то није случај.
Уколико се ради o инфаркту миокарда, долази до смањења његове укупне контрактилне способности. Инфаркт у међукоморној прегради срца доводи до поремећаја у спровођењу импулса и појаве аритмија. Код инфаркта папиларних мишића настаје акутна инсуфицијенција митралног залиска. Инфаркт подручја базалних једара мозга доводи до моторних испада. Некроза плућног ткива редукује респираторну површину и плућну васкуларну мрежу, што узрокује респираторну инсуфицијенцију. Инфаркти бубрега, јетре и слезине обично имају блаже последице, због велике функционалне резерве тих органа.